# Administración pública en el Perú
La Administración pública en el Perú es llevada a cabo por las entidades que conforman el poder ejecutivo tales como: los ministerios, los gobiernos regionales y locales, como también los Organismos Públicos Descentralizados, el Poder Legislativo, el Poder Judicial. Así también como los entes administrativos que la Constitución Política del Perú y las leyes confieren autonomía y las personas jurídicas bajo el régimen privado que prestan servicios públicos o ejercen función administrativa, en virtud de concesión, delegación o autorización del Estado, conforme a la normativa de la materia. El límite de edad para servir al Estado es de 70 años.

## Leyes
La administración pública está regida por las siguientes leyes:
- Ley del Procedimiento Administrativo General (Ley Nº 27444)
- Ley Marco de Modernización de la Gestión del Estado (Ley Nº 27658)
- Ley Marco de Descentralización (Ley Nº 26922)

## Contexto
La administración está conformada por dos mil instituciones, incluidas las encargadas de la descentralización del país, para atender las necesidades de la población, en que el Estado las gestiona. Las instituciones se mencionan en el artículo I de la Ley de Procedimiento Administrativo General y son:
- El Poder Ejecutivo (ministerios y organismos públicos descentralizados).
- El Poder Legislativo.
- El Poder Judicial.
- Los gobiernos regionales.
- Los gobiernos locales.
- Los organismos a los que la Constitución y las leyes confieren autonomía.
- Las entidades, los organismos, los proyectos y los programas del Estado cuyas actividades se realizan según potestades administrativas.
- Las personas jurídicas bajo el régimen privado que prestan servicios públicos o ejercen función administrativa como consecuencia de una concesión, delegación o autorización del Estado.

### Gestión pública
Existe un grupo con un grado alto de profesionalismo en funciones económicas y reguladoras del Estado, mientras que existe un sistema de empleo fragmentado y poco profesionalizado donde no hay aún meritocracia ni carrera pública. El costo fiscal del empleo público equivale a casi el 40% de los gastos del gobierno, en parte debido a la baja presión tributaria, y representa casi el 6,6% del PBI, ubicándose sobre el promedio regional. El Estado presenta una baja eficacia -efectividad- en la prestación de bienes y servicios, siendo crítico la provisión de infraestructura y de servicios de carácter social. El estado muestra un buen desempeño en áreas de conducción macroeconómica y fiscal, y en áreas reguladoras. Las causas de la baja eficacia son: la baja capacidad del erario fiscal peruano, la excesiva rigidez presupuestaria. Para solucionar uno de los factores, la baja capacidad del erario fiscal, el Estado ha comenzado a hacer algunas acciones como mejorar el régimen de excepciones, mejorar la eficacia de la administración pública e incrementar en índice de la presión tributaria. 
El Perú presentó fuertes ineficiencias debido a una falta de organización en la legislación vigente así como la conexión con la ciudadanía. Ejemplos son: una inadecuada participación de los interesados en la toma de decisiones sobre gasto (instituciones políticas y sociedad civil), la ausencia de una dirección estratégica, la debilidad de los organismos implementadores del gasto (especialmente los locales), la inercia presupuestaria e insuficientes incentivos, un bajo nivel de integración y consistencia de los sistemas de información de gestión pública, y la debilidad del sistema de adquisiciones públicas. EL MEF (Ministerio de Economía y Finanzas) y la PCM (Presidencia del Consejo de Ministros) tienen un liderazgo institucional compartido en concretar las reformas necesarias para promover una gestión pública más eficiente y eficaz. En rendición de cuentas, existen factores que perjudican la acción de las instituciones fiscalizadores como el Poder Judicial, el Congreso y la CGR (Contraloría General de la República). 
Los funcionarios públicos tienen la obligación de presentar declaraciones juradas que incluyan la declaración de sus bienes, incluso aquellos valorados en sumas significativas. Los medios de comunicación destacan en la fiscalización de las acciones del gobierno: proveen una amplificación de denuncias, opiniones y propuestas de política sobre la agenda pública del momento y propician el debate político sobre la calidad de las acciones del Ejecutivo. Sin embargo, el déficit de funcionamiento de las instituciones fiscalizadoras evita que se procese la agenda y  el control que diariamente plantean los medios.

### Profesionalismo y formalización de la administración
Un estudio del BID sobre la calidad de la burocracia en América Latina le dio a Perú una de las clasificaciones más bajas. Un pequeño funcionariado altamente profesional se encuentra en las funciones económicas y regulatorias del Estado. El empleo público equivale casi al 40% de los gastos del gobierno.
A consecuencia de la poca evolución de la burocracia, la administración pública se reduce a las tradicionales funciones de administración de personal e intentos del MEF de control fiscal. La planificación de recursos humanos es bastante reactiva ante las demandas de personal de los directivos tanto políticos como de la línea de las entidades. La meritocracia no es una prioridad y aún persisten prácticas clientelares. El régimen privado está extendido pero no es una estrategia integral del empleo público, con lo que se agrava la insularidad en las entidades bajo este sistema y se fragmenta más el sistema.
La informalidad es la alternativa para asegurar el funcionamiento de la gestión de recursos humanos, a pesar de que se cuente con organismos supervisores como Indecopi. Esto se debe a la rigidez del marco normativo, a la ausencia de información adecuada así como la fragmentación de los normativos e institucionales. Dado la debilidad de estos marcos, las prácticas gerenciales tienen tres dinámcias:
- la negociación oportunista entre los actores interesados.
- la implementación de arreglos instituciones específicos que resultan ser precarios.
- una falta de información sobre empleo público para una acción coordinada.

Existen dos sistemas de recursos humanos:
- Unos en organizaciones de reciente creación
- Otro que agrupa a casi todos los funcionarios de las agencias centrales, que carecen de sistemas meritocráticos, competencias específicas y un sistema de carrera efectivo.

#### Regímenes de trabajo
La ley de Carrera Administrativa (y su primer Régimen 276 formulado en 1984 por el decreto legislativo del mismo número) regula la burocracia y garantiza el derecho a la estabilidad de la función. Si bien este régimen se encuentra congelado al iniciar el tercer milenio, está compuesto por un total de 26 categorías y carecen de criterios claros de planificación y dimensionamiento del empleo en relación con las funciones. El 40% de los trabajadores de los ministerios trabaja bajo regímenes de esa ley (276, 728 y afines), según la Autoridad Nacional del Servicio Civil.
El régimen de bienes y servicios no personales o llamado también SNP, está regulado por CONSUCODE es más flexible para la designación de salarios, la suspensión de la contratación y los períodos de contratación. Es muy utilizada en ministerios y llega a representar hasta el 80% de los trabajadores. Es utilizada políticamente. Representa el 9% de la burocracia total, aunque en los ministerios representan el 44,6% de los costos salariales. 
El régimen 728 es similar al régimen del sector privado. Es utilizada en agencias descentralizadores. Los cargos, formas de pago, las escalas y beneficios (de 12 a 16 sueldos) son diferentes de los demás regímenes. Tanto el régimen 276 y 728 representan el 91% de la administración pública. El bajo desarrollo de perfiles, la debilidad del proceso de selección y los mecanismos de contratación paralela son una de las razones de la baja eficiencia, escasa capacidad funcional y coherencia del cuerpo burocrático, así como la extrema rigidez de los mecanismos de incorporación y remoción del empleo público, y la ausencia de políticas de movilidad. Los incentivos son ineficaces, no hay mecanismos de adaptación frente a cambios en el entorno, motivo de un posible aprovechamiento de corrupción.
Las políticas sobre las remuneraciones son confusas, donde prevalecen esfuerzos racionalizadores, incremento de las remuneraciones y a la vez una política de austeridad fiscal. Los salarios son variables entre los niveles, e inclusive dentro del mismo nivel; existe además una multiplicidad de conceptos, de asignación fija, de suplementos y beneficios ligados al desempeño individual o ministerial. Los sueldos de los cuadros medios y administrativos son superiores a aquellos del sector privado, pero no son competitivos en los sectores gerenciales -sector público: $357-$2,797, sector privado: $50-$8,100-. A excepción de los funcionarios-que ganan más en el régimen SNP, los profesionales, técnicos y auxiliares ganan en promedio más en el régimen 728.
En 2003 se promulgó la Ley Marco del Empleo Público para estandarizar el salario de cualquier régimen público.

## Eficacia en la administración
Existe un buen desempeño en cuanto a políticas macroeconómicas y fiscales, pero en general las instituciones se ubican por debajo del promedio de Latinoamérica.
En las funciones del manejo macroeconómico -régimen monetario, control de la inflación y del déficit fiscal- junto con las funciones de regulación - inversión, competencia, propiedad intelectual, telecomunicaciones- tienen un desempeño exitoso y una institucionalidad moderna, son burocracias especializadas y de tamaño reducido y tienen una alta independencia del poder político. En las otras funciones, relacionadas con bienes y servicios como educación, salud e infraestructura, es bastante deficiente. Ahí intervienen distintos niveles de gobierno y hay mayor complejidad en el uso de los recursos.
Los funcionarios servidores públicos de la Administración Pública estar regidos en su actuar siempre en beneficio del interés público, de los ciudadanos. Consecuentemente están sujetos a transparentar en su actuar, someter a procesos disciplinarios administrativos y judiciales penales y civiles todos los actos de corrupción de los funcionarios y servidores, para poder así tratar de mejorar la posición de los responsables del manejo de la crisis ante la opinión pública.
El principal objetivo de la administración Pública debe ser lograr una administración pública honesta y transparente a través de sus recursos que designa el Estado, capaz de recuperar la confianza de los ciudadanos en sus autoridades y en sus instituciones erradicando lagunas de impunidad. La organización responde sus responsabilidades en caso de algún mal uso. En 2023 se estableció la ley contra derroche de recursos en obras por administración directa para establecer un buen empeño en los bienes estatales.

### Macroeconomía
Perú ha logrado la estabilización macroeconómica, la estabilidad de las tasas de interés, la reducción de la deuda pública, un buen crecimiento económico, la disminución de la inflación y la estabilización del tipo de cambio. Esto se debe a partir de la estrategia de fujishock, en que BCR se mantuvo independiente, garantizada por la constitución, un plantel técnico entre los mejores pagados y una fuerte institucionalidad. Además, para evitar los déficits, se amplió la base de los contribuyentes y se fortaleció la capacidad de decisión de MEF sobre el gasto público. El Perú (hasta 2 006) no ha logrado bajar las tasas de desempleo del país, aunque la desocupación no es tan elevada como en otros países de la región. Ha habido avances en las instituciones reguladoras y en la capacidad institucional de aplicarlas, y se encuentra apenas por encima que el promedio de la región.

### Servicios básicos
El tamaño de la inversión social y de infraestructura es bastante bajo debido a la baja presión fiscal y a la alta inflexibilidad del presupuesto. Aunque cuenta con servicio social, los servicios de salud son deficientes, por debajo de la región, y la tasa de mortalidad infantil es bastante alta. La inversión en infraestructura es baja y muchos sectores no han sido regulados. Es clasificado como deficiente por los empresarios peruanos. Durante el gobierno del presidente Alberto Fujimori, el Estado se preocupó por la reforma de aquellas instituciones ligadas al mercado, mientras que los demás ministerios fueron relegados.

### Sistema fiscal
Los ingresos se encuentran concentrados geográficamente y es menos progresiva que el promedio latinoamericano. El IGV, ISC -el consumo selectivo- y las importaciones representan un 75% de los ingresos, mientras que el impuesto a la renta, alrededor del 23%. Existen ingresos de carácter extraordinario así como exenciones -alrededor del 12% de los ingresos tributarios-.
El origen de la baja presión se debe a un alto índice de informalidad, la estrechez de los contribuyentes, las exenciones y beneficios sectoriales, la concentración geográfica, la limitada eficacia recaudatoria y el déficit de la progresividad del sistema tributario. 
La estructura de gastos bastante rígida en su composición: gasto corriente es de 62%, servicio de la deuda es de 25%, gastos de capital es de 12% y otros gastos, 1%. La planilla estatal representa el 27% de los beneficiarios, el servicio de la deuda el 25%, los bienes y servicios el 15%, el sistema de pensiones 16%, y otros rubros el 6%.